# David Ruer
David Ruer (* 13. März 1802 in Meschede; † 4. Dezember 1874 ebenda) war ein deutscher praktischer Arzt und praktizierte in Meschede.

## Leben und Wirken
David Ruer stammte aus einer jüdischen Arzt-Familie. Der Vater Herz Israel Ruer war praktischer Arzt in Meschede. Julius Wilhelm Ruer, der Bruder, war Gründungsdirektor des Landeshospitals Marsberg, aus dem 1816 die Provinzial-Irrenanstalt Westfalen hervorging. David Ruer besuchte die Gymnasien zu Soest und Arnsberg. Er studierte ab 1821 Medizin an der Universität Göttingen. 1823 wechselte er an die Universität Berlin. Hier promovierte er im Jahr 1824 zum Dr. med. Am 13. Juni 1824 wurde Ruer durch das Königliche Ministerium der geistlichen-, Unterrichts- und Medicinal-Angelegenheiten als praktischer Arzt in den Königlichen Landen approbiert.
In den folgenden Jahren praktizierte er in Meschede. 1854 wurde er zum Vorstandsvorsitzenden des Synagogenbezirks Meschede gewählt. Während der 1857 in Meschede wütenden Ruhrepidemie zeichnete er sich durch selbstlosen, unverdrossenen und eifrigen Einsatz aus. Für seine Verdienste erhielt Ruer vom Landesherrn den Rothen Adlerorden IV. Klasse.

## Familie
Am 6. März 1827 heiratete er in Neuenkirchen Friedericka Elsbacher, * 1793; † 15. Mai 1871 in Meschede. Aus der Ehe gingen folgende Kinder hervor:
1. Hermann Ruer, * 19. Februar 1828 in Meschede,
2. Frederike Ruer, * 17. Januar 1829 in Meschede

## Werke
- De asthmate Millari, (Dissertation), Berlin den 4. Mai 1824[4]